# AAA World Tag Team Championship
Der AAA World Tag Team Championship (spanisch: Campeonato en Parejas AAA) ist der Haupt-Tag-Team-Titel der mexikanischen Lucha-Libre-Promotion Lucha Libre AAA Worldwide (AAA). 1993 schuf die AAA die erste Version eines Tag-Team-Titels, der AAA/IWC (International Wrestling Council) World Tag Team Championship. Die Gürtel dieser zwei zusammenarbeitenden Promotions waren die alten NWA-Pacific-Northwest-Tag-Team-Championship-Gürtel. Diese ursprüngliche Version wurde 1994 nach Art Barrs Tod eingestellt. 2007 etablierte die Comisión de Box y Lucha Libre Mexico D.F. den Mexican National Tag Team Championship. Der Titel trug zwar einen ähnlichen Namen, er wird hier aber separat dargestellt, da die offiziellen Titelträger abweichen. Wie im Wrestling üblich werden die Titel im Rahmen einer Storyline vergeben und sind nicht Ergebnis eines sportlichen Wettkampfs.

## Titelstatistiken
| Rekord                                    | Rekordhalter                                                                 | Einheit                          |
| ----------------------------------------- | ---------------------------------------------------------------------------- | -------------------------------- |
| Meiste Titelregentschaften – Tag Team     | Los Güeros del Cielo (Angélico & Jack Evans) & Dark Family (Cuervo & Scoria) | je 3-mal                         |
| Meiste Titelregentschaften – Einzelperson | Joe Líder                                                                    | 5-mal                            |
| Längste Regentschaft                      | Lucha Brothers (Fénix & Pentagón Jr.) (2. Regentschaft)                      | 853 Tage                         |
| Kürzeste Regentschaft                     | Lucha Brothers (Fénix & Pentagón Jr.) (1. Regentschaft)                      | 5 Minuten                        |
| Ältester Titelträger                      | Negro Casas                                                                  | 64 Jahre                         |
| Jüngster Titelträger                      | Extreme Tiger & Taiji Ishimori                                               | je 27 Jahre (143 Tage & 65 Tage) |
| Schwerste Titelträger                     | La Legión Extranjera (Abyss (160 kg) und Chessman) (105 kg)                  | 265 Kilogramm                    |
| Leichteste Titelträger                    | Extreme Tiger (67 kg) und Jack Evans (75 kg)                                 | 142 Kilogramm                    |

## AAA/IWC World Tag Team Titel
| Nr. | Teamname / Wrestler                             | Anzahl | Datum             | Tage | Ort               | Veranstaltung | Anmerkungen                                                                                    | EN    |
| --- | ----------------------------------------------- | ------ | ----------------- | ---- | ----------------- | ------------- | ---------------------------------------------------------------------------------------------- | ----- |
| 1   | El Hijo del Santo und Octagón                   | 1      | 5. November 1993  | 260  | Tonalá, Jalisco   | Houseshow     | Besiegten Los Gringos Locos (Art Barr und Eddie Guerrero), um erste Champions zu werden.       | [ 1 ] |
| 2   | Los Gringos Locos (Art Barr und Eddie Guerrero) | 1      | 23. Juli 1994     | 123  | Chicago, Illinois | Houseshow     |                                                                                                | [ 1 ] |
|     | Vakant                                          |        | 23. November 1994 | —    | —                 | —             | Der Titel wurde für vakant erklärt und später eingestellt, nachdem Barr tot aufgefunden wurde. | [ 1 ] |

## AAA World Tag Team Titel
| Nr. | Tag Team/Wrestler                                           | Anzahl | Datum              | Tage | Ort                      | Veranstaltung                               | Anmerkungen | EN     |
| --- | ----------------------------------------------------------- | ------ | ------------------ | ---- | ------------------------ | ------------------------------------------- | --- | ------ |
| 1   | The Black Family (Dark Cuervo und Dark Ozz)                 | 1      | 18. März 2007      | 119  | Naucalpan, Mexiko        | Rey de Reyes (2007)                         | Besiegten die Teams Crazy Boy und Joe Lider, Alan Stone und Zumbido sowie Pegasso und Super Fly in einem Turnierfinale, das als Elimination Match stattfand.                                                                     | [ 2 ]  |
| 2   | Mexican Powers (Crazy Boy und Joe Líder)                    | 1      | 15. Juli 2007      | 287  | Naucalpan                | Triplemanía XV                              | | [ 2 ]  |
| 3   | La Familia de Tijuana (Halloween und Extreme Tiger)         | 1      | 24. April 2008     | 143  | Zapopan, Jalisco         | AAA Sin Límite TV Taping                    | | [ 3 ]  |
| 4   | La Hermandad 187 (Joe Líder (2) und Nicho el Millonario)    | 1      | 14. September 2008 | 551  | Zapopan, Jalisco         | Verano de Escándalo (2008)                  | Besiegten La Familia de Tijuana, the Mexican Powers und The Hart Foundation 2.0 in einem Leitermatch. | [ 3 ]  |
| 5   | La Legión Extranjera (Taiji Ishimori und Takeshi Morishima) | 1      | 19. März 2010      | 65   | Mexico City, D.F.        | AAA Sin Límite TV Taping                    | | [ 4 ]  |
| 6   | Atsushi Aoki und Go Shiozaki                                | 1      | 23. Mai 2010       | 14   | Niigata, Japan           | NOAH Navigation With Breeze – Day 1         | | [ 5 ]  |
| 7   | Los Maniacos (Silver King und Último Gladiador)             | 1      | 6. Juni 2010       | 288  | Mexico City              | Triplemanía XVIII                           | | [ 6 ]  |
| 8   | Extreme Tiger (2) und Jack Evans                            | 1      | 21. März 2011      | 202  | León, Guanajuato         | AAA Sin Límite TV Taping                    | | [ 7 ]  |
| 9   | La Legión Extranjera (Abyss und Chessman)                   | 1      | 9. Oktober 2011    | 364  | Monterrey, Nuevo León    | Héroes Inmortales (2011)                    | This was a Tables, Ladders, and Chairs match. | [ 8 ]  |
| 10  | Joe Líder (3) und Vampiro                                   | 1      | 7. Oktober 2012    | 227  | San Luis Potosí          | Héroes Inmortales (2012)                    | | [ 9 ]  |
|     | Vakant                                                      | —      | 22. Mai 2013       | —    | —                        | —                                           | | [ 10 ] |
| 11  | Mexican Powers (Crazy Boy (2) und Joe Líder (4))            | 2      | 16. Juni 2013      | 415  | Mexico City              | Triplemanía XXI                             | Besiegten die Teams Angélico und Jack Evans, Drago und Fénix, Los Mamitos (Mr. E und Sexy B) sowie Los Perros del Mal (Daga and Psicosis) in einem Eliminationsmatch um den vakanten Titel.                                      | [ 11 ] |
| 12  | Los Güeros del Cielo (Angélico und Jack Evans (2))          | 1      | 18. Oktober 2013   | 415  | Puebla                   | Héroes Inmortales VII                       | Besiegten Mexican Powers, Aero Star und Drago, La Secta (Dark Escoria) und Espíritu in einem Four-Way-Match um den Titel. | [ 12 ] |
| 13  | Los Perros del Mal (Joe Líder (5) und Pentagón Jr.)         | 1      | 7. Dezember 2014   | 301  | Zapopan, Jalisco         | Guerra de Titanes (2014)                    | Besiegten die Titelträger in einem Three-Way-Match, an dem auch Fénix und Myzteziz beteiligt waren. | [ 13 ] |
| 14  | Los Güeros del Cielo (Angélico (2) and Jack Evans (3))      | 2      | 4. Oktober 2015    | 110  | San Luis Potosí          | Héroes Inmortales IX                        | Besiegten Los Perros del Mal sowie Daga und Steve Pain in einem Three Way Match. | [ 14 ] |
|     | Vakant                                                      |        | 22. Januar 2016    |      | Zapopan, Jalisco         | Guerra de Titanes (2016)                    | Angélico verletzte sich am Bein. | [ 15 ] |
| 15  | Los Hell Brothers (Averno und Chessman (2))                 | 1      | 22. Januar 2016    | 117  | Zapopan, Jalisco         | Guerra de Titanes (2016)                    | Besiegten Aero Star und Fénix sowie Máscara Año 2000 Jr. und Villano IV in einem Three-Way-Match um den vakanten Titel. | [ 15 ] |
| 16  | Los Güeros del Cielo (Angélico (3) und Jack Evans (4))      | 3      | 17. Juli 2016      | 42   | Oxaca                    | AAA Sin Límite                              | Ein Three-Way-Match mit den Titelträgern und Los Psycho Circus (Monster Clown und Murder Clown). | [ 16 ] |
| 17  | Aero Star und Drago                                         | 1      | 26. August 2016    | 215  | Mexico City              | Triplemanía XXIV                            | Besiegten die Titelträger in einem Four-Way-Match inklusive Paul London und Matt Cross sowie Hijo del Fantasma und Garza Jr. | [ 17 ] |
| 18  | Dark Family (Cuervo (2) und Scoria)                         | 1      | 31. März 2017      | 56   | Nezahualcoyotl           | AAA Worldwide                               | | [ 18 ] |
| 19  | El Mesías und Pagano                                        | 1      | 26. Mai 2017       | 9    | Mexico City              | AAA Worldwide                               | | [ 19 ] |
| 20  | Dark Family (Cuervo (3) und Scoria (2))                     | 2      | 4. Juni 2017       | 83   | Ciudad Juárez, Chihuahua | Verano de Escándalo                         | Besiegten die Titelträger sowie Aero Star und Drago und Bengala und Australian Suicide. | [ 20 ] |
| 21  | Los Totalmente Traidores Monster Clown and Murder Clown     | 1      | 26. August 2017    | 112  | Mexico City              | Triplemanía XXV                             | Besiegten die Titelträger in einem Four Way Match inklusive Aero Star und Drago sowie DJZ & Andrew Everett. | [ 21 ] |
| 22  | Dark Family (Cuervo (4) und Scoria (3))                     | 3      | 16. Dezember 2017  | 99   | Mexico City              | Lucha Libre AAA Worldwide                   | | [ 22 ] |
| 23  | El Texano Jr. und Rey Escorpión                             | 1      | 25. März 2018      | 356  | Monterrey, Nuevo León    | Lucha Libre AAA Worldwide                   | |        |
| 24  | Lucha Brothers (Fénix und Pentagón Jr. (2))                 | 1      | 16. März 2019      | <1   | Puebla, Puebla           | Rey de Reyes                                | |        |
| 25  | The Young Bucks (Matt und Nick Jackson)                     | 1      | 16. März 2019      | 92   | Puebla, Puebla           | Rey de Reyes                                | Nachdem die Lucha Brothers im Hauptkampf von Rey des Reyes triumphierten, wurden sie von Konnan konfrontiert. Plötzlich waren die Young Bucks im Ring und diese besiegten die Lucha Brothers in einem Spontankampf um den Titel. | [ 23 ] |
| 26  | Lucha Brothers (Fénix (2) und Pentagón Jr. (3))             | 2      | 16. Juni 2019      | 2211 | Merida, Yucatán          | Verano de Escándalo                         | |        |
| 27  | FTR (Cash Wheeler und Dax Harwood)                          | 1      | 16. Oktober 2021   | 438  | Orlando, FL              | AEW Dynamite                                | |        |
| 28  | Dralistico und Dragon Lee                                   | 1      | 28. Dezember 2022  | <1   | Acapulco, Guerrero       | AAA Gira Aniversario XXX Noche De Campeones | |        |
|     | Vakant                                                      | –      | 28. Dezember 2022  | –    | –                        | –                                           | Dragon Lee gab nach dem Kampf bekannt, dass er zur WWE ging. Der Titel wurde deshalb für vakant erklärt. | [ 24 ] |
| 29  | Arez und Komander                                           | 1      | 20. Mai 2023       | 183  | Morelia, Michoacán       | AAA TV Taping                               | Besiegten Rey Horus and Octagón Jr. sowie Jack Evans und Myzteziz Jr. in einem Three-Way Tag Team Match um die vakanten Titel-                                                                                                   |        |
| 30  | Nueva Generación Dinamita (Sansón und Forastero)            | 1      | 19. November 2023  | 205  | Ciudad Juárez, Chihuahua | Guerra de Titanes                           | |        |
| 31  | Negro Casas und Psycho Clown                                | 1      | 11. Juni 2024      | 67   | Ciudad Juárez, Chihuahua | AAA Origenes                                | | [ 25 ] |
| 32  | Team India (Raj Dhesi und Satnam Singh)                     | 1      | 17. August 2024    | 214  | Mexico City              | Triplemanía XXXII: Mexico City              | | [ 26 ] |
|     | Vakant                                                      | –      | 19. März 2025      | –    | –                        | –                                           | Team India verteidigte die Titel seit ihrem Sieg nicht. Als Konsequenz erklärte AAA die Titel für vakant. | [ 27 ] |
| 33  | Nueva Generación Dinamita (Sansón und Forastero)            | 2      | 22. März 2025      | 105+ | Mexico City              | Rey de Reyes                                | Besiegten Laredo Kid und Pagano sowie Jeff Jarrett and Sam Adonis in einem Three-Way-Tag-Team-Match um die vakanten Titel. | [ 28 ] |

## Teamstatistik
| Rang | Team                                                        | Anzahl | Tage |
| ---- | ----------------------------------------------------------- | ------ | ---- |
| 1    | Lucha Brothers (Fénix und Pentagón Jr.)                     | 2      | 853  |
| 2    | Angélico und Jack Evans (Los Güeros del Cielo)              | 3      | 567  |
| 3    | Joe Líder und Nicho el Millonario (La Hermandad 187)        | 1      | 551  |
| 4    | Dax Harwood und Cash Wheeler (FTR)                          | 1      | 438  |
| 5    | Crazy Boy und Joe Líder (Mexican Powers)                    | 2      | 411  |
| 6    | Abyss und Chessman (La Legión Extranjera)                   | 1      | 364  |
| 7    | El Texano Jr. und Rey Escorpión                             | 1      | 356  |
| 8    | Joe Líder und Pentagón Jr. (Los Perros del Mal)             | 1      | 301  |
| 9    | Silver King und Último Gladiador (Los Maniacos)             | 1      | 288  |
| 10   | Sansón und Forastero (Nueva Generación Dinamita)            | 2      | 310+ |
| 11   | Cuervo und Scoria (Dark Family)                             | 3      | 238  |
| 12   | Joe Líder und Vampiro                                       | 1      | 227  |
| 13   | Aero Star und Drago                                         | 1      | 215  |
| 14   | Raj Dhesi und Satnam Singh (Team India)                     | 1      | 214  |
| 15   | Extreme Tiger und Jack Evans                                | 1      | 202  |
| 16   | Arez und Komander                                           | 1      | 183  |
| 17   | Averno und Chessman (Los Hell Brothers)                     | 1      | 177  |
| 18   | Extreme Tiger und Halloween (La Familia de Tijuana)         | 1      | 143  |
| 19   | Dark Cuervo und Dark Ozz (The Black Family)                 | 1      | 119  |
| 20   | Monster Clown und Murder Clown (Los Totalmente Traidores)   | 1      | 112  |
| 21   | Matt und Nick Jackson (The Young Bucks)                     | 1      | 92   |
| 22   | Negro Casas und Pscho Clown                                 | 1      | 67   |
| 23   | Taiji Ishimori und Takeshi Morishima (La Legión Extranjera) | 1      | 65   |
| 24   | Atsushi Aoki und Go Shiozaki                                | 1      | 14   |
| 25   | El Mesías und Pagano                                        | 1      | 9    |
| 26   | Dragon Lee und Dralístico (Los Hermanos Lee)                | 1      | <1   |

## Wrestler
| Rank | Wrestler            | No. of reigns | Combined days |
| ---- | ------------------- | ------------- | ------------- |
| 1    | Joe Líder           | 5             | 1490          |
| 2    | Pentagón Jr.        | 3             | 1154          |
| 3    | Fénix               | 2             | 853           |
| 4    | Jack Evans          | 4             | 769           |
| 5    | Angélico            | 3             | 567           |
| 6    | Nicho el Millonario | 1             | 551           |
| 7    | Chessman            | 2             | 541           |
| 8    | Cash Wheeler        | 1             | 438           |
| 8    | Dax Harwood         | 1             | 438           |
| 10   | Crazy Boy           | 2             | 411           |
| 11   | Abyss               | 1             | 364           |
| 12   | Dark Cuervo/Cuervo  | 4             | 358           |
| 13   | El Texano Jr.       | 1             | 356           |
| 13   | Rey Escorpión       | 1             | 356           |
| 15   | Extreme Tiger       | 2             | 345           |
| 16   | Silver King         | 2             | 288           |
| 16   | Último Gladiador    | 1             | 288           |
| 18   | Sansón †            | 2             | 310+          |
| 18   | Forastero †         | 2             | 310+          |
| 20   | Scoria              | 3             | 238           |
| 21   | Vampiro             | 1             | 227           |
| 22   | Aero Star           | 1             | 215           |
| 22   | Drago               | 1             | 215           |
| 24   | Raj Dhesi           | 1             | 214           |
| 24   | Satnam Singh        | 1             | 214           |
| 26   | Arez                | 1             | 183           |
| 26   | Komander            | 1             | 183           |
| 28   | Averno              | 1             | 177           |
| 29   | Halloween           | 1             | 143           |
| 30   | Dark Ozz            | 1             | 119           |
| 31   | Monster Clown       | 1             | 112           |
| 31   | Murder Clown        | 1             | 112           |
| 33   | Matt Jackson        | 1             | 92            |
| 33   | Nick Jackson        | 1             | 92            |
| 35   | Negro Casas         | 1             | 67            |
| 35   | Psycho Clown        | 1             | 67            |
| 37   | Taiji Ishimori      | 1             | 65            |
| 37   | Takeshi Morishima   | 1             | 65            |
| 39   | Atsushi Aoki        | 1             | 14            |
| 39   | Go Shiozaki         | 1             | 14            |
| 41   | El Mesías           | 1             | 9             |
| 41   | Pagano              | 1             | 9             |
| 43   | Dragon Lee          | 1             | <1            |
| 43   | Dralístico          | 1             | <1            |